# Trinaesta primorsko-goranska divizija NOVJ-a
Trinaesta primorsko-goranska udarna divizija NOVJ-a formirana je u drugoj polovici travnja 1943. godine u Brinju, prema naređenju Vrhovnog štaba NOV i POJ. Pri osnivanju u njezin sastav su ušle Šesta i Četrnaesta primorsko-goranska brigada NOVJ-a. Zapovjednik divizije bio je Veljko Kovačević, a politički komesar Josip Skočilić, obojica narodni heroji.
Bila je pod neposrednim zapovjedništvom Glavnog štaba NOV i PO Hrvatske i pretežito operirala u Gorskom kotaru i Hrvatskom primorju. Po naredbi Glavnog štaba Hrvatske, od 17. svibnja 1943. godine, Šesta brigada preimenovana je u Prvu, a Četrnaesta u Drugu brigadu Trinaeste primorsko-goranske divizije.

## Borbeni put divizije
Do 25. lipnja 1943, divizija je sa Drugom brigadom sudjelovala s postrojbama Druge operativne zone Hrvatske na području Bosiljeva. Od 12. svibnja je, sa Prvom, a zatim i Prvom, Šestom i Četvrtom brigadom Osme kordunaške divizije, vodila teške borbe protiv talijansko-kvislinških snaga za obranu pravca Brinje–Žuta Lokva–Vratnik–Senj, a skupa s Drugom brigadom i Prvim i Drugim primorsko-goranskim partizanskim odredom u obrani slobodnog teritorija Gorskog kotara i Hrvatskog primorja.
Krajem lipnja 1943., divizija je preuzela obranu pravca Brinje–Vratnik–Senj, a borbe su trajale do 8. rujna 1943. godine. Prilikom kapitulacije Italije u rujnu 1943., postrojbe divizije vodile su borbe protiv talijanske divizijom „Murge“, te uz pomoć loklanog stanovništva razoružale najveći dio talijanskog Petog korpusa u Hrvatskom primorju i Gorskom kotaru. Tada je bila zaplijenjena velika količina teškog i lakog naoružanja. U tom je trenutku u partizane stupilo oko 10 000 novih boraca, kojima su bile popunjene postrojbe Trinaeste divizije i u njenom sastavu formirane nove, Treća, Četvrta, Peta i Šesta brigada. Poslije reorganizacije divizije, 20. rujna 1943., Peta i Šesta brigada su rasformirane, a njihovim borcima popunjene prve četiri brigade, dok je ostatak boraca prebačen u Šestu diviziju NOVJ-a. U diviziji je tada bilo oko 5100 boraca, a jedan bataljun i 70 rukovoditelja bili su upućeni u Istru radi pomaganja tamošnjem Narodnooslobodilačkog pokretu.
U suradnji s mornaričkim postrojbama NOVJ-a, dijelovi divizije izvršili su, 25. rujna, desant na Lošinj i oslobodili ga poslije dvodnevnih borbi. Početkom listopada, dio divizije je zajedno sa Šestom divizijom sudjelovao u borbama u području Perušića, Gospića i Karlobaga protiv dijelova Dvanaeste i Petnaeste domobranske pukovnije i Četvrtog ustaškog zdruga. Sa dvije brigade, oslobodila je 3. listopada Karlobag. Divizija je vodila teške borbe u njemačkoj Listopadskoj ofenzivi, u kojoj su snage njemačke 71. pješadijske i oklopne divizije „Hermann Göring“, 901. oklopnog i 14. SS policijskog puka, prokrstarile slobodnim teritorijem Gorskog kotara i Hrvatskog primorja od 7. do 15. listopada. Divizija je pretrpjela znatne gubitke, ali je već u drugoj polovici listopada ponovno oslobodila privremeno izgubljeni teritorij.
Krajem studenog 1943., na operativno područje Trinaeste divizije iz Slovenije je bila prebačena Osamnaesta divizija Sedmog slovenskog korpusa NOVJ-a. U drugoj polovici prosinca, obje su divizije vodile borbe protiv opkoljene ustaško-domobranske posade u Vrbovskom i ustaško-njemačkih snagama koje su omogućile opkoljenoj posadi da se povuče u Ogulin. U drugoj polovici siječnja 1944. godine, divizija je likvidirala više neprijateljskih uporišta na liniji Karlobag–Gospić.
Četvrta brigada je 7. siječnja 1944. bila preimenovana u Drugu brigadu Operativnog štaba za Liku, a Druga brigada se 30. siječnja vratila u sastav Trinaeste divizije. Krajem siječnja, Osamnaesta divizija se vratila u Sloveniju, a Trinaesta je ušla u sastav Jedanaestog korpusa NOVJ-a. Tijekom veljače, divizija je vodila borbe protiv dijelova njemačke 392. i 188. rezervne divizije i ustaša kod Hreljina, Brinja i ostalih mjesta, te tijekom ožujka na području Otočca, Senja, Križpolja, Brinja i ostalih mjesta u okolici. Dana 13./14. ožujka oslobodila je Gomirje, u travnju je vodila borbe u širem području oko Drežnice, a krajem travnja oko Bosiljeva. Dijelovi divizije su 6. svibnja u luci Omišalj na Krku, potopili njemački parobrod „Plav“ i zarobili posadu, 13. lipnja oslobodili Delnice, a 30. lipnja sudjelovali, zajedno s Petom slovenskom brigadom „Ivan Cankar“, u oslobađanju Bosiljeva, a 13. srpnja ponovno oslobodili Drežnicu.
Dana 16. lipnja, Treća brigada ušla je u sastav 35. ličke divizije, a 25. srpnja je formirana nova Treća brigada Trinaeste divizije. Divizija je tada imala 4647 boraca. U kolovozu, divizija je vodila borbe oko Bosiljeva, Bosanaca, Drežnice i Josipdola. Od početka rujna vodila je borbe na komunikaciji Ogulin–Brinje–Senj–Kraljevica i na području Sušaka. Njezini dijelovi su 15. rujna razbili ustašku satniju i uništili jedan zrakoplov, 15 baraka i zgradu za smještaj vojske na zračnoj luci na Grobničkom polju.
Početkom studenog, Trinaesta divizija se prebacila u Liku i 16. studenog zauzela Sveti Rok, a poslije toga nastavila čistiti od neprijatelja komunikacije Lovinac–Obrovac. Sa 35. divizijom NOVJ-a sudjelovala je u oslobođenju Gračaca početkom prosinca. Dana 20. prosinca 1944., dobila je naziv udarna.
Divizija je 2. travnja 1945. godine bila popunjena borcima Druge i Treće brigade iz rasformirane 35. divizije. Sudjelovala je, od 23. travnja u sastavu Četvrte armije JA, u završnim operacijama za oslobođenje Like, Hrvatskog primorja, Gorskog kotara i dijela Slovenije prema Ilirskoj Bistrici. Tamo je 7. svibnja vodila posljednje borbe protiv dijelova opkoljenog njemačkog 97. korpusa. Pred kraj rata, divizija je imala oko 5600 boraca.

## Vanjske poveznice
- Vojska.net: 13th (Primorsko-goranska) Division